# Казимир Малевич и Украина
Казими́р Мале́вич и Украи́на — тема биографических и творческих связей Казимира Малевича с Украиной. В России Малевич считается русским и советским художником и представителем русского авангарда, а на Украине — украинским художником и одним из главных представителей украинского авангарда.

## Артефакты

### Картины Малевича на Украине

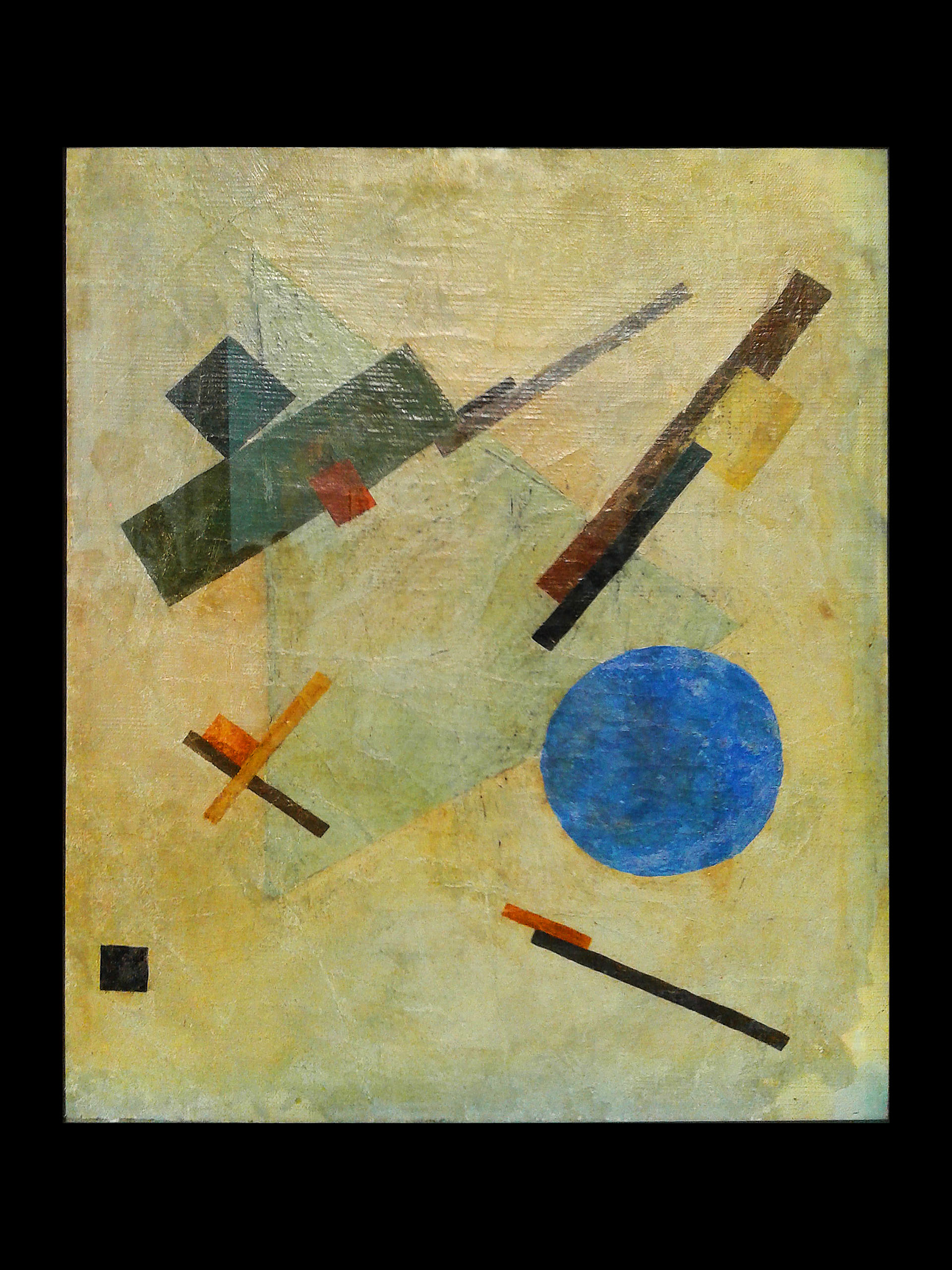
Казимир Малевич. Супрематическая композиция 1. 1916. Одна из двух работ Малевича, находящихся на Украине в государственных собраниях

На Украине в настоящее время находятся в государственных собраниях две картины Казимира Малевича. Одна — в Пархомовском историко-художественном музее в Харьковской области (где отец Малевича служил управляющим на сахароваренных заводах), вторая, из собрания Игоря Диченко, переданного после его смерти в дар государству его вдовой, — в Мыстецком арсенале («Супрематическая композиция 1» 1916 года).

## Политизация
Помимо очевидного факта рождения и жизни Казимира Малевича на Украине и действительного влияния на Малевича украинского народного искусства и украинских ландшафтов для украинизации художника служит концепция украинского авангарда. Так, лекция украинского искусствоведа Дмитрия Горбачёва 2016 года в Мыстецком арсенале называлась «Украинский авангард. Малевич +», и особый акцент в ней как на главном участнике украинского авангарда был сделан именно на Малевиче, принадлежность которого к Украине, как считают Горбачёв и его сторонники, «искусственно нивелировалась». В энциклопедиях, по их мнению, Малевич фигурирует исключительно как «русский и советский художник».
С лекцией Дмитрия Горбачёва было увязано прошедшее после неё обсуждение инициативы директора Мыстецкого арсенала Натальи Заболотной о переименовании международного аэропорта Борисполь в честь Казимира Малевича: «…У нас будет кардинально другое позиционирование Украины. Этот жест станет важным геополитическим маркером на мировой культурной карте Украины и Киева. Иностранцы будут понимать, что они летят не в страну проблем, войны, Чернобыля, политических проблем, а туда, где родился один из самых известных в мире художников, знаковая фигура для истории искусства XX века». Результатом обсуждения должна была стать петиция президенту Украины Петру Порошенко.
Украинский художник Николай Маценко, автор многолетней, локализованной на Украине акции «В кожну хату — по квадрату», в 2016 году солидаризировался со своим коллегой по художественной группе «Нацпром»: «Относительно национальной идентификации Малевича — точнее всего, на мой взгляд, её сформулировал мой товарищ и соавтор, художник Олег Тистол: „Казимир Малевич — это этнический поляк, которого Украина родила, а Россия убила“». Анонсированный как завершающий, этап одиннадцатилетней акции в Мыстецком арсенале в рамках выставки «Малевич +» был назван «Украинский сувенир».